# Prefektura Niigata

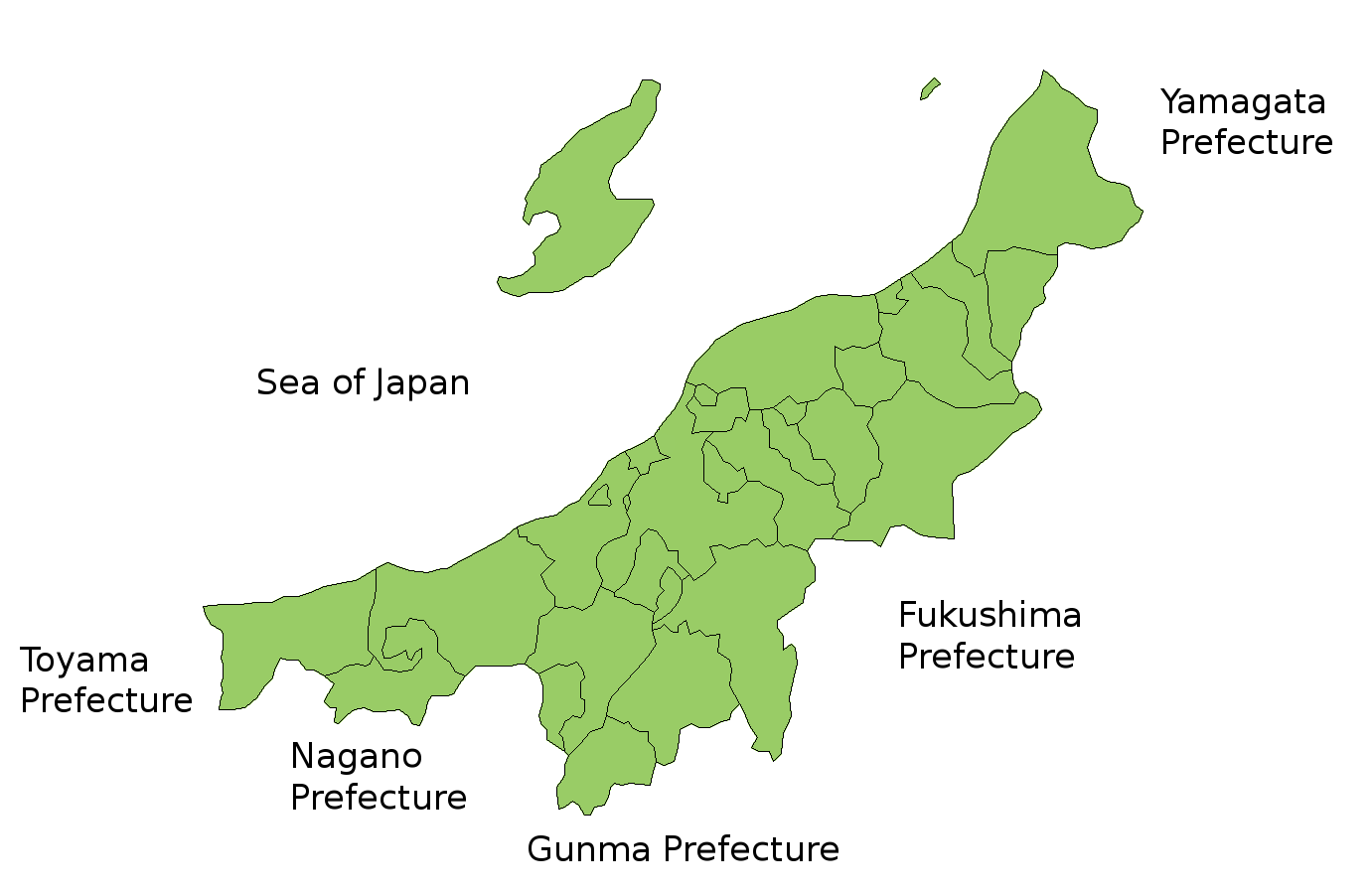
Mapa prefektury Niigata

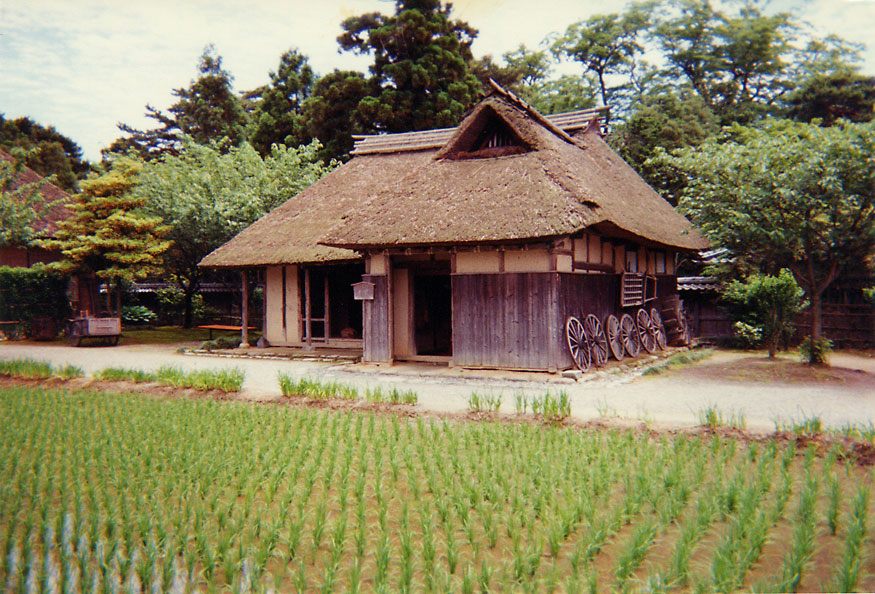
Rekonstrukce vesnického domu z 19. století v muzeu v Niigatě

Prefektura Niigata (japonsky: 新潟県, Niigata-ken) je jednou ze 47 prefektur Japonska. Nachází se v regionu Čúbu na ostrově Honšú. Hlavním městem je Niigata.
Prefektura má rozlohu 12 582,47 km² a k 1. listopadu 2006 měla 2 419 780 obyvatel.

## Historie
Prefektura Niigata vznikla spojením dřívějších provincií Ečigo a Sado. Během období Sengoku oblast ovládal Kenšin Uesugi.

## Geografie
Prefektura Niigata leží na pobřeží Japonského moře a její hlavní město Niigata je nejdůležitějším přístavem na západním pobřeží Japonska. K prefektuře patří i šestý největší japonský ostrov Sado.

### Města
V prefektuře Niigata je 20 velkých měst (市, ši):
| - Agano (阿賀野) - Cubame (燕) - Džóecu (上越) - Gosen (五泉) - Itoigawa (糸魚川) - Kamo (加茂) - Kašiwazaki (柏崎) | - Micuke (見附) - Minamiuonuma (南魚沼) - Mjókó (妙高) - Murakami (村上) - Nagaoka (長岡) - Niigata (新潟 hlavní město) - Odžija (小千谷) | - Sado (佐渡) - Sandžó (三条) - Šibata (新発田) - Tainai (胎内) - Tókamači (十日町) - Uonuma (魚沼) |

## Zajímavosti
V roce 1885 byla Niigata nejlidnatější japonskou prefekturou, a to včetně Tokia a Ósaky. V roce 2003 jí patřilo 14. místo.